# الخطوط العريضة لتاريخ الحضارة الغربية
يجري تقديم المخطط التالي كنظرة عامة ودليل موضعي لتاريخ الحضارة الغربية، وسجل لتطور الحضارة الإنسانية بداية من اليونان القديمة وروما القديمة، إلى انتشارها غربًا بشكل عام.
قدمت العلوم اليونانية القديمة والفلسفة والديمقراطية والعمارة والأدب والفن الأساس الذي تبنته الإمبراطورية الرومانية وُبنيت عليه عندما اجتاحت أوروبا، بما في ذلك العالم الهيليني في فتوحاتها في القرن الأول قبل الميلاد. انتشرت الحضارة الغربية من أصولها الأوروبية والمتوسطية لإنتاج الثقافات السائدة في أمريكا الشمالية الحديثة وأمريكا الجنوبية ومعظم أوقيانوسيا، وكان لها تأثير عالمي هائل في القرون الأخيرة.

## طبيعة الحضارة الغربية
- العالم الغربي: قدمت الحضارات الأولى العديد من الإسهامات الفريدة للحضارات الغربية. تدمج هذه المساهمات -التي تعد بالمثل إنجازات الحضارات القديمة- أشياء معينة في مجالات الفلسفة والفن والهندسة والرياضيات والعلوم. كانت الحضارات القديمة حضارات بالغة الأهمية إذ قدمت جميع هذه المساهمات والإنجازات بينما كانت تحارب في الوقت ذاته. كانت الرياضيات والعلوم أكثر النواحي تركيزًا في الإنجاز اليوناني، فقد أنجزوا مجموعة واسعة من الأشياء في مجالات علوم الدماغ وعلم الفلك والهندسة والعلوم وعلوم المواد والفيزياء.

قدمت الحضارات الأولى العديد من الإسهامات القوية في الفلسفة للحضارة الغربية. كان الفلاسفة اليونان مفكرين رائعين عقدوا العزم على البحث عن الحقيقة لموضوع أو سؤال معين بغض النظر عن المكان الذي قادهم إليه وقد وثق الفلاسفة المشهورون أن الحياة لا تستحق العيش ما لم يجرِ فحصها والكشف عن حقيقة الوجود، إذ ابتكر سقراط طريقة للتعامل مع هذه المشاكل بهدف نهائي محدد لحل المشاكل في الحياة تسمى الطريقة السقراطية. تُعرف هذه الطريقة على كوكب الأرض اليوم عمومًا بالطريقة العلمية وتستخدم على نطاق واسع في مجال العلوم. بالإضافة إلى ذلك، كان لدى أفلاطون العديد من الأفكار العادلة التي نقلها من خلال كتابه. قبِل أرسطو في نهاية المطاف بشكل لا لبس فيه أن العقل البشري كان حاسمًا. ما زالت تُستخدم هذه الأفكار جنبًا إلى جنب مع اعتقادات التفكير البشري وقواعد العدالة ونظام قواعد الأغلبية كجزء من الحضارة الغربية. العالم الغربي المعروف أيضًا باسم الغرب وأوكسيدنت هو مصطلح يشير إلى دول مختلفة اعتمادًا على السياق.
- أحيانًا ما تعني الثقافة الغربية الحضارة الغربية أو الحضارة الأوروبية، وهو مصطلح يُستخدم على نطاق واسع للإشارة إلى تراث الأعراف الاجتماعية والقيم الأخلاقية والعادات التقليدية والمعتقدات الدينية والأنظمة السياسية والتحف الثقافية والتكنولوجيات المحددة.

## العصور القديمة: قبل  500 م
- الفلسفة اليونانية القديمة: تناولت الفلسفة اليونانية القديمة مجموعة متنوعة من الموضوعات، بما في ذلك الفلسفة السياسية والأخلاق والميتافيزيقا والأنطولوجيا والمنطق وعلم الأحياء والبلاغة وعلم الجمال.
- الإسكندر الأكبر: هو الإسكندر الثالث المقدوني، ملك مقدونيا، وهي دولة تقع في شمال اليونان القديمة.[2]
- روما القديمة: كانت روما القديمة حضارة مزدهرة بدأت في النمو في شبه الجزيرة الإيطالية في وقت مبكر من القرن الثامن قبل الميلاد.[3]
- الإمبراطورية الرومانية: كانت الإمبراطورية الرومانية فترة ما بعد الجمهورية الرومانية للحضارة الرومانية القديمة والتي تميزت بشكل استبدادي الحكم وممتلكات إقليمية كبيرة في أوروبا وحول البحر الأبيض المتوسط.[4]
- فترة الهجرة: كانت فترة الهجرة المعروفة أيضًا باسم الغزوات البربرية فترة هجرة بشرية مكثفة في أوروبا من نحو 400 إلى 800.[5][6][7]

### بروز المسيحية
- الخطوط العريضة لليهودية: «الدين والفلسفة وطريقة الحياة» للشعب اليهودي على أساس قانون الفسيفساء القديم.[8]
- الخطوط العريضة للمسيحية: الديانة التوحيدية التي تركز على حياة وتعاليم يسوع الناصري كما هي مقدمة في العهد الجديد.
- تاريخ المسيحية: يتعلق تاريخ المسيحية بالديانة المسيحية وأتباعها والكنيسة بمختلف طوائفها المسيحية من المسيحية في القرن الأول إلى المسيحية في الوقت الحاضر.
- الإمبراطورية الرومانية الغربية: تشير الإمبراطورية الرومانية الغربية إلى النصف الغربي من الإمبراطورية الرومانية.

## العصور الوسطى

### العصور الوسطى المبكرة:500-1000
- القديس باتريك: كان القديس باتريك من المبشرين الرومان- البريطانيين والمسيحيين، وهو شفيع أيرلندا الأكثر شهرة أو الرسول الأيرلندي، على الرغم من أن بريجيد من كيلدار وكولمسيل أيضاً كانوا قديسين راعيين رسمياً.[9][10][11]
- سكيليج مايكل: أصبح الرهبان الملمون بالقراءة والكتابة بعضًا من آخر الحافظين في أوروبا الغربية للأعمال الشعرية والفلسفية للعصور القديمة الغربية. سكيليغ مايكل التي تُعرف أيضًا باسم سكيليج العظمى، هي جزيرة صخرية شديدة الانحدار في المحيط الأطلسي على بعد نحو 14.5 كم من ساحل مقاطعة كيري جمهورية أيرلندا.
- كلوفيس الأول: كلوفيس أو كلودوفيتش كان أول ملك للفرنجة بهدف توحيد جميع قبائل الفرنجة تحت حاكم واحد، وتغيير القيادة من مجموعة من الزعماء الملكيين، إلى حكم الملوك، وضمان أن الملك كان في عهدة ورثته.[12][13][14]
- الإسلام: بُشر به أولاً في نحو عام 610م، وهو دين توحيدي وإبراهيمي ينص عليه القرآن، وهو نص ديني يعتبره معتنقوه كلمة الله الحرفية في الإسلام ويعتبرون تعاليم النبي محمد ومثاله المعياري، خاتم أنبياء الله.
- الأندلس (711-1492): الإمبراطورية الإسلامية في جنوب غرب أوروبا، وخاصة إسبانيا والبرتغال وجنوب فرنسا. يشير مصطلح الخلافة «سيادة الخليفة» إلى أول نظام حكم تأسس في الإسلام ومثَل قادة وحدة الأمة الإسلامية.
- شارل مارتل: أوقف التقدم الإسلامي في عام 732 إلى أوروبا وكان تشارلز مارتل المعروف أيضًا باسم تشارلز المطرقة، زعيماً عسكرياً وسياسياً من الفرنجة، شغل منصب عمدة القصر تحت قيادة ملوك ميروفينجيان وحكم حكمًا فعليًا خلال فترة فاصلة في نهاية حياته مستخدماً لقب دوق واليمير الفرنجة.[15]
- شارلمان: المعروف أيضًا باسم تشارلز الكبير، كان ملك الفرنجة من 768 وإمبراطور الرومانية المقدسة من 800 إلى وفاته في 814.
- ألفريد العظيم: كان ألفريد العظيم ملك وييكس من 871 إلى 899.[16]
- الاستعمار الإسكندنافي للأمريكتين: بدأ الاستعمار الإسكندنافي للأمريكتين في وقت مبكر من القرن العاشر عندما قام بحارة إسكندنافيون باستكشاف مناطق في شمال المحيط الأطلسي، بما في ذلك المناطق الشمالية الشرقية من أمريكا الشمالية.

### العصور الوسطى العليا: 1300-1000
- الإمبراطورية الرومانية المقدسة في ألمانيا وأوروبا الوسطى، التي أُنشئت في عام 962 (استمرت حتى 1806)
- الإقطاعية: كانت الإقطاعية مجموعة من العادات القانونية والعسكرية في أوروبا في العصور الوسطى التي ازدهرت بين القرنين التاسع والخامس عشر، والتي كانت على نطاق واسع نظاماً لهيكلة المجتمع حول العلاقات المستمدة من حيازة الأرض مقابل الخدمة أو العمل.
- الكنيسة الكاثوليكية: الكنيسة الكاثوليكية والمعروفة أيضًا باسم الكنيسة الكاثوليكية الرومانية، هي أكبر كنيسة مسيحية في العالم، إذ ينتمي إليها أكثر من مليار عضو.[17][18]
  - الفرنسيسكان: معظم الفرنسيسكان أعضاء في الطوائف الدينية الكاثوليكية الرومانية التي أسسها القديس فرنسيس الأسيزي في 1209.[19]
  - الدومينيكان: وسام الواعظين المعروف أكثر باسم النظام الدومينيكي أو الدومينيكان بعد القرن الخامس عشر وهو نظام ديني كاثوليكي روماني أسسه القديس دومينيك ووافق عليه البابا هونوريوس الثالث في 22 ديسمبر 1216 في فرنسا.
  - الإخلاص لمريم العذراء: علم اللاهوت الكاثوليكي الروماني هو لاهوت كما طورته الكنيسة الكاثوليكية يهتم بمريم العذراء، والدة يسوع المسيح.
- الشهامة: أو رمز الشهامة، هي مدونة السلوك التقليدية المرتبطة بمؤسسة الفروسية في القرون الوسطى.
- الحروب الصليبية: كانت الحروب الصليبية عبارة عن سلسلة من الحروب الاستكشافية الدينية التي باركها البابا والكنيسة الكاثوليكية، بهدف معلن يتمثل في استعادة وصول المسيحيين إلى الأماكن المقدسة في القدس وبالقرب منها.[20]
- مدارس الكاتدرائية: بدأت في أوائل العصور الوسطى كمراكز للتعليم المتقدم، تطور بعضها في النهاية إلى جامعات العصور الوسطى واستمرت بعض هذه المؤسسات في العصر الحديث.
- الفلسفة المدرسية: هو أسلوب الفكر النقدي الذي سيطر على التدريس من قبل الأكاديميين من الجامعات في العصور الوسطى في أوروبا من نحو 1100 إلى 1500 وهو برنامج يهدف إلى استخدام هذا الأسلوب في التعبير عن الأرثوذكسية والدفاع عنها في سياق التعددية على نحو متزايد.[21]
- الطريقة العلمية: تشير الطريقة العلمية إلى مجموعة من التقنيات العلمية لاستقصاء الظواهر أو اكتساب معرفة جديدة أو تصحيح المعرفة السابقة ودمجها.
- القديس أنسيلم: يسمى أنسيلم كانتربري، مؤسس الفلسفة المدرسية ويشتهر بأنه منشئ الحجة الأنطولوجية لوجود الله.
- المشي إلى كانوسا: يشير المشي إلى كانوسا إلى كل من رحلة هنري الرابع للإمبراطورية الرومانية المقدسة من شباير إلى القلعة في كانوسا في إميليا رومانيا وإلى الأحداث التي أحاطت برحلته التي حدثت نحو يناير 1077.
- الماجنا كارتا: وتسمى أيضًا ماجنا كارتا ليبرتاتم، هي ميثاق إنجليزي، صَدر في الأصل في عام 1215 وأعيد إصداره لاحقًا في القرن الثالث عشر بنسخ معدلة.
- معركة أجينكور: كانت معركة أجينكور انتصارًا إنجليزيًا كبيرًا ضد الجيش الفرنسي المتفوق عدديًا في حرب المئة عام.
- برلمان إنجلترا: كان برلمان إنجلترا الهيئة التشريعية لمملكة إنجلترا.[22]
- الجامعة: هي مؤسسة للتعليم العالي والبحث تمنح درجات أكاديمية في مجموعة متنوعة من المواد وتوفر التعليم الجامعي والتعليم العالي.